# Scarus chinensis
Scarus chinensis là một loài cá biển thuộc chi Scarus trong họ Cá mó. Loài này được mô tả lần đầu tiên vào năm 1867.

## Phân loại học
S. chinensis chỉ được tìm thấy ở vùng biển ôn đới của Trung Quốc. Parenti và Randall (2000) cho rằng S. chinensis là một loài hợp lệ vì các ghi chép về kiểu màu của loài này không trùng khớp với bất kỳ loài cá mó nào được biết đến.
S. gracilis (không được công nhận là hợp lệ) nhiều khả năng là danh pháp được mô tả dựa trên cá cái của S. chinensis. Mẫu định danh của S. chinensis và "loài trên danh nghĩa" S. gracilis đều được thu thập tại Ninh Ba.

## Từ nguyên
Từ định danh của loài được đặt theo tên của nơi đầu tiên tìm thấy, bờ biển Trung Quốc (–ensis: hậu tố biểu thị nơi chốn).